# 白紙委任信託
白紙委任信託（はくしいにんしんたく）(英語 blind trust)は個人の資産管理を専門家に委託し、投資先を選択するに当たって所有者の意思が介在しないようにすることで利益相反を回避する仕組み。
目隠し信託、ブラインド・トラストとも。
アメリカ合衆国では閣僚が資産を白紙委任信託することが求められてはいないものの、白紙委任信託する場合の方法は1978年のEthics in Government Actに規定されている。ロナルド・レーガン以後、ドナルド・トランプ以外の大統領は慣例として個人資産を現金化し白紙委任信託した。
イギリスでは大臣は利益相反の可能性がある資産全てを処分するか、白紙委任信託化することで利益相反を避けることができる。
カナダの連邦アカウンタビリティ法は下院議員の資産管理について完全な白紙委任信託を要求する。